# Crucibulum (Calyptraeidae)
Crucibulum, tên tiếng Anh: cup-and-saucer snails, là một chi ốc biển, là động vật thân mềm chân bụng sống ở biển trong họ Calyptraeidae, the slipper snails and cup-and-saucer snails.

## Các loài
Các loài trong chi Crucibulum gồm có:
- Crucibulum auricula (Gmelin, 1791)
- Crucibulum personatum Keen, 1958
- Crucibulum planum Schumacher, 1817
- Crucibulum scutellatum (W. Wood, 1828)
- Crucibulum springvaleense Rutsch, 1942
- Crucibulum striatum (Say, 1826)
- Crucibulum waltonense Gardner, 1947
- Crucibulum marense
- Crucibulum spinosum

## Hình ảnh

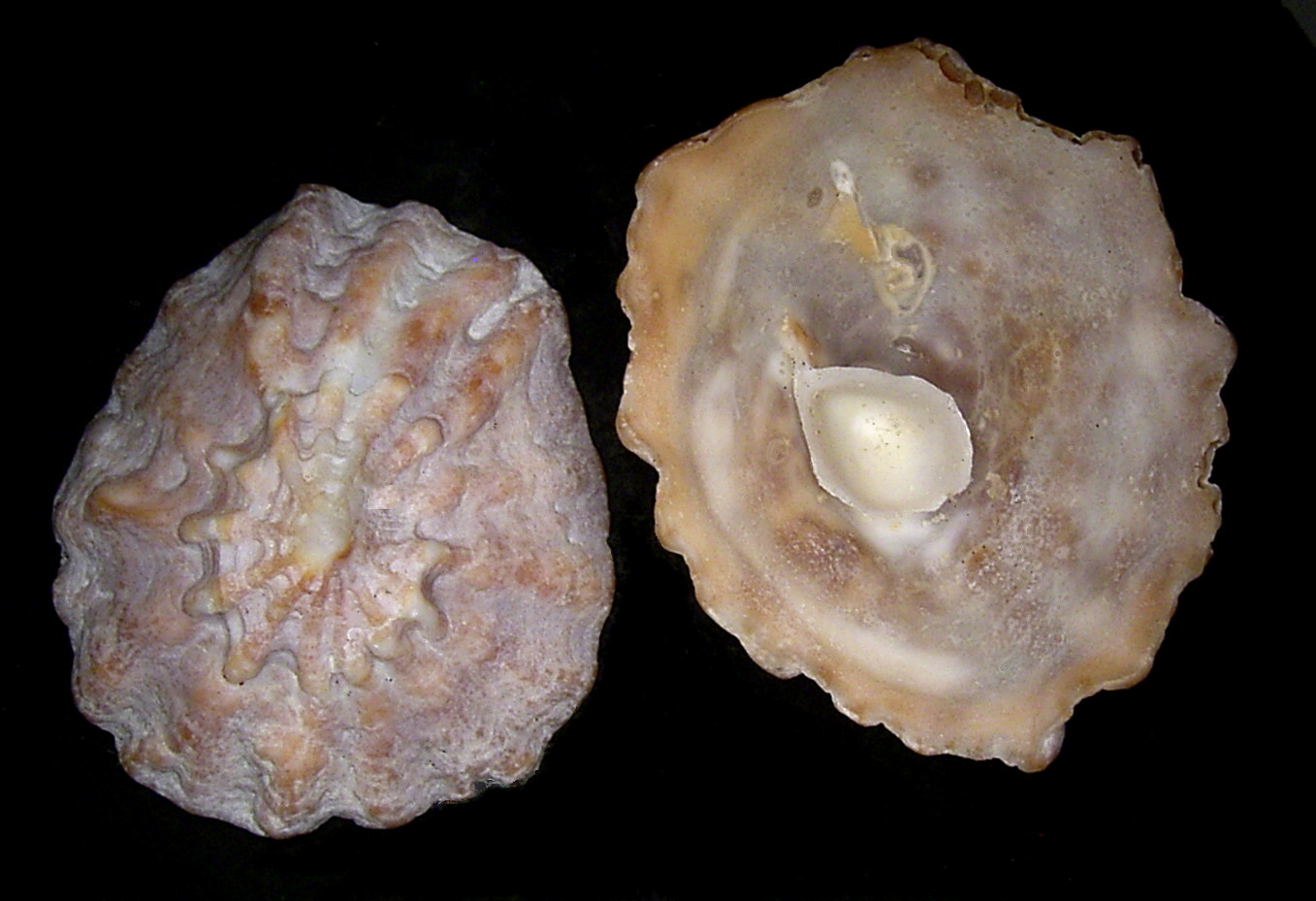